# Scarpantina stigmatica
Scarpantina stigmatica är en insektsart som beskrevs av Melichar 1901. Scarpantina stigmatica ingår i släktet Scarpantina och familjen Flatidae. Inga underarter finns listade i Catalogue of Life.